# Береа (област)
Област Береа е разположена в западната част на Лесото. Площта ѝ е 2222 км², а населението, според преброяването през 2016 г., е 262 616 души. Административен център е град Теятеяненг, който е и единственият град в областта. На запад Береа граничи с провинция Фрайстат на РЮА. Областта е разделена на 10 избирателни района.

## Население
- 300 557 (2001)
- 250 006 (2006)
- 262 616 (2016)